# Europo

Mapa de la Antigua Macedonia con la ubicación de Europo, a orillas del río Axio y al norte de Pela

Europo (en griego, Εὐρωπός) es el nombre de una antigua ciudad de Macedonia.
Es citada por Tucídides, que señala que, cuando un ejército tracio bajo el mando de Sitalces invadió Macedonia en el año 429 a. C., devastó y tomó varias ciudades, mientras otras se unieron a los tracios. Sin embargo, la ciudad de Europo no pudieron tomarla, pese a que la sitiaron.
Aparece también mencionada en varias inscripciones que se han conservado entre las que se encuentra un decreto de proxenía de Delfos, y otra inscripción donde queda atestiguado el culto a Artemisa en la ciudad. Se encontraba en el valle del río Axio y su territorio limitaba con los de Icnas, Pela y Gortinia.